# Леонора (Австралія)
Леонора (англ. Leonora) — містечко в Австралії. Підпорядковується регіону Голдфілдс-Есперанс у складі штату Західна Австралія.

## Географія
Леонора розташована на захід від Великої пустелі Вікторія майже у центрі штату.

### Клімат
Місто знаходиться у зоні, котра характеризується кліматом тропічних пустель. Найтепліший місяць — січень із середньою температурою 28.9 °C (84 °F). Найхолодніший місяць — липень, із середньою температурою 11.7 °С (53 °F).
| Клімат Леонори          | Клімат Леонори | Клімат Леонори | Клімат Леонори | Клімат Леонори | Клімат Леонори | Клімат Леонори | Клімат Леонори | Клімат Леонори | Клімат Леонори | Клімат Леонори | Клімат Леонори | Клімат Леонори | Клімат Леонори |
| Показник                | Січ.           | Лют.           | Бер.           | Квіт.          | Трав.          | Черв.          | Лип.           | Серп.          | Вер.           | Жовт.          | Лист.          | Груд.          | Рік            |
| Абсолютний максимум, °C | 47,8           | 46,7           | 45,2           | 41,7           | 35,6           | 30,2           | 28,9           | 31,8           | 37,7           | 40,8           | 44,4           | 47,8           | 47,8           |
| Середній максимум, °C   | 37             | 35,4           | 33             | 27,9           | 22,6           | 18,8           | 18,3           | 20,4           | 24,7           | 28,7           | 32,3           | 35,5           | 27,9           |
| Середня температура, °C | 29             | 28             | 25             | 21             | 16             | 13             | 12             | 13             | 17             | 21             | 24             | 27             | 20             |
| Середній мінімум, °C    | 21,6           | 20,8           | 18,7           | 14,7           | 10             | 7,5            | 6              | 6,9            | 10             | 13,5           | 16,9           | 20             | 13,9           |
| Абсолютний мінімум, °C  | 12,6           | 10,6           | 8,6            | 3,1            | 0,7            | −2,8           | −1,7           | 0,3            | 1,8            | 3,6            | 4,4            | 9,5            | −2,8           |
| Норма опадів, мм        | 20             | 20             | 20             | 20             | 20             | 20             | 10             | 10             | 0              | 0              | 10             | 10             | 220            |
| Днів з дощем            | 3              | 3,1            | 3,6            | 3,3            | 4,3            | 5,6            | 5,1            | 3,9            | 2,4            | 2,2            | 2,5            | 2,9            | 41,9           |
| ----------------------- | -------------- | -------------- | -------------- | -------------- | -------------- | -------------- | -------------- | -------------- | -------------- | -------------- | -------------- | -------------- | -------------- |
| Джерело: Weatherbase    |                |                |                |                |                |                |                |                |                |                |                |                |                |